# ウルグアイ海軍艦艇一覧
ウルグアイ海軍艦艇一覧は、ウルグアイ東方共和国海軍が過去保有した、または現在保有する、または将来保有する予定の、未完成・計画中止を含めた歴代艦艇一覧である。
凡例

## 現有勢力（2011年現在）
- 国防予算：3億7,300万ドル（＋6,900万ドル）
- 海軍人員：3,116名（+25名）
- 艦船隻数：21隻（+1隻）

フリゲート×2
哨戒艦×1
哨戒艇×9（+2）
掃海艇×3
測量艦×1
練習艦×1
救難艦×1
設標艦×1
輸送艇×1（-1）
支援艦×1
- 航空機数：19機（+3機）

艦載ヘリコプター×1（+1）
陸上固定翼機×8（+2）
陸上ヘリコプター×10

## 艦艇一覧（近代海軍以前）

### 砲艦
- バロン・デ・リオ・ブランコ（Baron de Rio Branco） - ??年、4門
- ヘネラル・アルティーガス（General Artigas） - 1883年、??門
- マルビナス（Malvinas） - 1885年、??門
- ヘネラル・スアレス（General Suarez） - 1887年、??門

## 艦艇一覧（近代海軍）

### 水上戦闘艦

#### 巡洋艦
防護巡洋艦
- モンテビデオ（Monte Video）[2] - 1隻

水雷巡洋艦・水雷砲艦
- ウルグアイ（Uruguay） - 1隻

#### フリゲート
- ジョアン・ベーロ級 - 2隻

ウルグアイ（Uruguay）、コマンダンテ・ペドロ・キャンベル（Cte. Pedro Campbell）
- コマンダン・リヴィエル級 - 1隻

モンテビデオ（Montevideo）

### 哨戒艦艇

#### 哨戒・警備艦艇
砲艦
- ヘネラル・リベラ（General Rivera） - 1隻

### 補助艦艇

#### 補給艦艇
輸送船・運送船
- ヘネラル・フローレス（General Flores） - 1隻

#### その他
港内曳船
- インヘネリオ（Ingenerio） - 1隻
- ラ・ヴァジェヤ（La Valleja） - 1隻
- オリエンタル（Oriental） - 1隻
- オヤルビデ（Oyarvide） - 1隻

ヨット
- ディエス・イ・オチョ・デ・フリオ（Diez Y Ocho de Julio） - 1隻